# Punta del Este Challenger 1996
Il Punta del Este Challenger 1996 è stato un torneo di tennis facente parte della categoria ATP Challenger Series nell'ambito dell'ATP Challenger Series 1996. Il torneo si è giocato a Punta del Este in Uruguay dal 19 al 25 febbraio 1996 su campi in terra rossa.

## Vincitori

### Singolare
Félix Mantilla ha battuto in finale  Kris Goossens con il punteggio di 6–2, 7–6

### Doppio
Gustavo Kuerten /  Jaime Oncins hanno battuto in finale  Alejandro Hernández /  Simon Touzil con il punteggio di 5–7, 6–4, 7–6